# Марзпет
Марзпет (арм. մարզպետ) — название должности главы области (марза) в Армении.
Губернаторы (марзпеты) осуществляют территориальную политику Правительства, координируют деятельность территориальных служб исполнительных органов, за исключением случаев, предусмотренных законом. Марзпеты, за исключением мэра Еревана, назначаются и освобождаются от занимаемой должности правительством страны. Мэр Еревана назначается и освобождается от должности президентом Армении по представлению премьер-министра страны. Марзпеты существуют с июля 1995 года, когда было введено ныне существующее деление на области (марзы).

## Арагацотнская область
1. Григорян, Грачья Гарегинович (1996—1998)
2. Карапетян, Грайр Карленович (1998—2003)
3. Гёзалян, Габриэл Папикович (2003—2009, 2016—2017)
4. Саакян, Саркис Арташесович (2009—2016)
5. Гёзалян, Габриэл Папикович (03.03.2016 - 2017)
6. Симонян, Ашот Жораевич (13 июль 2017 — 26 апреля 2018)
7. Давид Геворгян (с 2018)

## Араратская область
1. Задоян, Давид Мнацаканович (1996—1998)
2. Абраамян, Овик Аргамович (1998—2000)
3. Саргсян, Алик Саркисович (ноябрь 2000 — май 2008)
4. Вардгес Овакимян (2008—2010)
5. Барсегян, Эдик Самсонович (15 июля 2010 — 10 октября 2013)
6. Григорян, Арамаис Темурович (С октября 2013 по 30 апреля 2014 года)
7. Абрамян, Рубик Гарникович (2014—2017)
8. Саргсян, Гарик Мнацаканович (с 2018)

## Армавирская область
1. Ованнисян, Седрак Мнацаканович (июль 1995—1998)
2. Героян, Альберт Хосрович (1998 — 7 декабря 2006)
3. Каграманян, Ашот Саргисович  (2006—2018)
4. Мириджанян, Гагик Мушегович (2018)
5. Амбарцум Матевосян (с 2018)

## Вайоцдзорская область
1. Саргсян, Ашот Багратович (1996—1997)[2]
2. Пандухт Манукян (1997—2001)[2]
3. Вахинак Матевосян (2001—2003)[2]
4. Саргсян, Самвел Фрунзикович 2003 — июнь 2007
5. Матевосян, Вардгес Гедеонович июнь 2007 — июнь 2010
6. Багратян, Сергей Папашевич (2010—2012)[2]
7. Казарян, Эдгар Фердинандович (2012—2014)[2]
8. Саргсян, Арутюн Вачаганович (2014—2018)
9. Сагателян, Арагац Акопович (2018)
10. Саргсян, Трдат Норикович (2018—2019)
11. Арарат Григорян (с 2019)

## Гегаркуникская область
1. Мовсесян, Владимир Мигранович (до ноября 1996)
2. Гукасян, Рудик Грачикович (1996—1999)
3. Акопян, Ваагн Владимирович 1999—2003
4. Барсегян, Степан Сарибекович 2003—2006
5. Григорян, Арсен Размикович (2006—2007)
6. Погосян, Нвер Казарович  (2007—2012)
7. Григорян, Рафик Хоренович (2012—2017)
8. Ботоян, Карен Овсепович (2017—2018)
9. Сагателян, Ишхан Вачикович (2018)
10. Саносян, Гнел Гензелевич (c 2018)

## Котайкская область
1. Ованнисян, Ованес Сергоевич (1996—1998)
2. Степанян, Самвел Степанович (1998—2001)
3. Шахгалдян, Каваленко Суренович (2001—2014)
4. Арутюнян, Арам Хачикович (8 май 2014 — 2 апреля 2015)
5. Гулоян, Карапет Мурадович (2015—2018)
6. Петросян, Романос Ваничкаевич (2018—2020)

## Лорийская область
1. Матинян, Ованес Князевич (1996—1997)
2. Хачатрян, Виген Суренович (1996—1998; 04.1997—09.1997)
3. Айвазян, Степан Григорьевич (1997—1998)
4. Кочинян, Генрик Джумшудович (1998—2006)
5. Кочарян, Арам Владимирович (декабрь 2006—2011)
6. Артур Налбандян Левонович (2011—2018)
7. Маргарян, Грант Карленович (2018)
8. Гукасян, Андрей Сержикович (с 2018)

## Сюникская область
1. Абрамян, Сурен Джангирович (1995—1998)
2. Навасардян, Роман Шмавонович (1998—2000)
3. Барсегян, Эдик Самсонович (2000 — 27 марта 2004)
4. Хачатрян, Сурик Серёжаевич (март 2004—2013)
5. Акопян, Ваге Максимович (мая 2013 года)
6. Хачатрян, Сурик Серёжаевич (09.2014 — 10.2016)
7. Акопян, Ваге Альбертович (2016—2018)
8. Амбарцумян, Карен Ованесович (2018)
9. Погосян, Унан Грачевич (с 2018)

## Тавушская область
1. Ананян, Джемма Гургеновна (июль 1995 — февраль 1999)
2. Павлик Асатрян (1996—1999)
3. Гуларян, Армен Грантович (февраль 1999 — 15 мая 2014)
4. Абовян, Овик Арамаисович (2014—2018)
5. Галумян, Ваге Володяевич (2018—2019)
6. Чобанян, Айк Арутюнович (с 2019)

## Ширакская область
1. Гомцян, Арарат Двинович (1996—1999)
2. Пирумян, Феликс Ашотович (1999—2003)
3. Манукян, Ромик Шаваршевич (2003 — 12 июля 2007)
4. Нанян, Лида Балабековна (12 июля 2007—2010)
5. Гизирян, Ашот Витальевич (2010—2013)
6. Цолакян, Феликс Хостегович (2013—2016)
7. Симонян, Овсеп Корюнович (2016—2017)
8. Хачатрян, Артур Левонович (2017—2018)
9. Саруханян, Карен Акопович (2018—2019)
10. Петросян, Тигран Гургенович (с 2019)

## Ереван
1. Тарон Маргарян (мэр) с 15 ноября 2011 года по 12 октября 2018 года
2. Айк Марутян (мэр) с 13 октября 2018 года